# KMT Precision Grinding
KMT Precision Grinding är ett svenskt tillverkningsföretag som ägs av Nordstjernan.
Företaget är en leverantör av precisionsslipningsmaskiner för lager och bilindustri och har totalt mer än 10 000 maskiner installerade runt om i världen.
KMT Precision Grinding AB har verksamheter i Lidköping (huvudkontor) och Bromma och helägda dotterbolag i Tyskland, USA, Kina och Indien. Gruppen har drygt 200 anställda och omsatte 2009 nära 400 miljoner kronor.